# Вторая Корё-киданьская война
Вторая Корё-киданьская война — военный конфликт XI века между королевством Корё и киданьскими силами на территории возле современной границы Китая и КНДР. Корё-киданьские войны начались в 993 году первой кампанией и завершились в 1019 году третьей кампанией.

## Предпосылки
Предполагая возможную агрессию со стороны киданей, король Сонджон приказал разместить на берегу реки Ялуцзян военные части, известные как «Шесть Гарнизонов». Между реками Чхончхонган и Ялуцзян были построены массивные оборонительные сооружения. Сейчас эти места занимают населённые пункты Ыйджу, Йончхон, Сончхон, Чхольсан, Кусон и Кваксан. После того, как было закончено строительство сооружений, Корё возобновило дипломатические отношения с сунским Китаем. В Ляо все эти действия были восприняты с тревогой. Император киданей потребовал отдать земли, занятые поселениями шести гарнизонов империи Ляо. Король Сонджон отказался сделать это таким образом накалив до предела и до того непростые отношения между Корё и империей киданей.

## Начало войны
Восстание Кана Чхо в Кэсоне дало возможность императору Ляо ввести войска в Корё под предлогом мести за убийство короля Мокчхона. Зимой 1010 года киданьская армия численностью 400 тысяч человек под управлением императора форсировала замёрзшую реку Ялуцзян на границе с Корё. Генерал Кан успешно отбил первую атаку, укрепившись на оборонных рубежах вокруг гарнизона Сончхона. Оправившись, киданьская армия перегруппировалась и нанесла второй удар, на этот раз более успешный. Им удалось пленить генерала Кана. Его казнили после того, как он отказался оказывать знаки почтения киданьскому императору.
Киданьская армия без труда взяла сунчхунский гарнизон и гарнизон Кваксана, значительно продвинувшись в сторону Пхеньяна. Корёская армия ценой больших потерь смогла отстоять город. Когда известии о смерти Кана Чхо достигли королевского двора, правительство Корё пришло в замешательство. Королевские советники настаивали на капитуляции. После консультации с военными советниками король Хёнджон бежал вместе со двором в южный портовый город Наджу.

## Переговоры
Кидани продолжали продвигаться вперёд и захватили столицу страны, Кэсон. Город был разрушен и разграблен. Хёнджон попытался предложить мир киданям. Кидани согласились вывести войска из Корё на следующих условиях: территории шести гарнизонов должны были перейти под контроль киданьской империи Ляо, а король Хёнджон должен был приехать в столицу Ляо и оказать киданьскому императору знаки повиновения. На деле это означало, что Корё стало бы вассалом империи Ляо. Хёнджон отказался выполнить условия киданей.

## Итоги
Несмотря на военные успехи, вторжение киданей не принесло им особых плодов. Продвинувшись вглубь Корё, киданьский император и его войска оказались ещё более зависимы от линий снабжения из Ляо. Опасаясь быть отрезанным от своего тыла, император киданей решил отвести свои войска. Отряды армии Корё атаковали киданей беспрестанно во время их отступления, что привело к гибели около 20-30 тысяч солдат киданьской армии.